# Église Saint-Jean-Baptiste de Saint-Jean-du-Doigt
Pour les articles homonymes, voir Église Saint-Jean-Baptiste.
L'église Saint-Jean-Baptiste est une église consacrée à saint Jean-Baptiste située à Saint-Jean-du-Doigt dans le Finistère. Elle est située au sein d'un enclos paroissial ayant toujours son cimetière, ouvrant sur la ville par une porte, et incluant une fontaine sacrée et une chapelle funéraire dédiée à saint Mélar. L'église, ancienne trève de Plougasnou, renferme également un trésor d'orfèvrerie remarquable.

## Historique

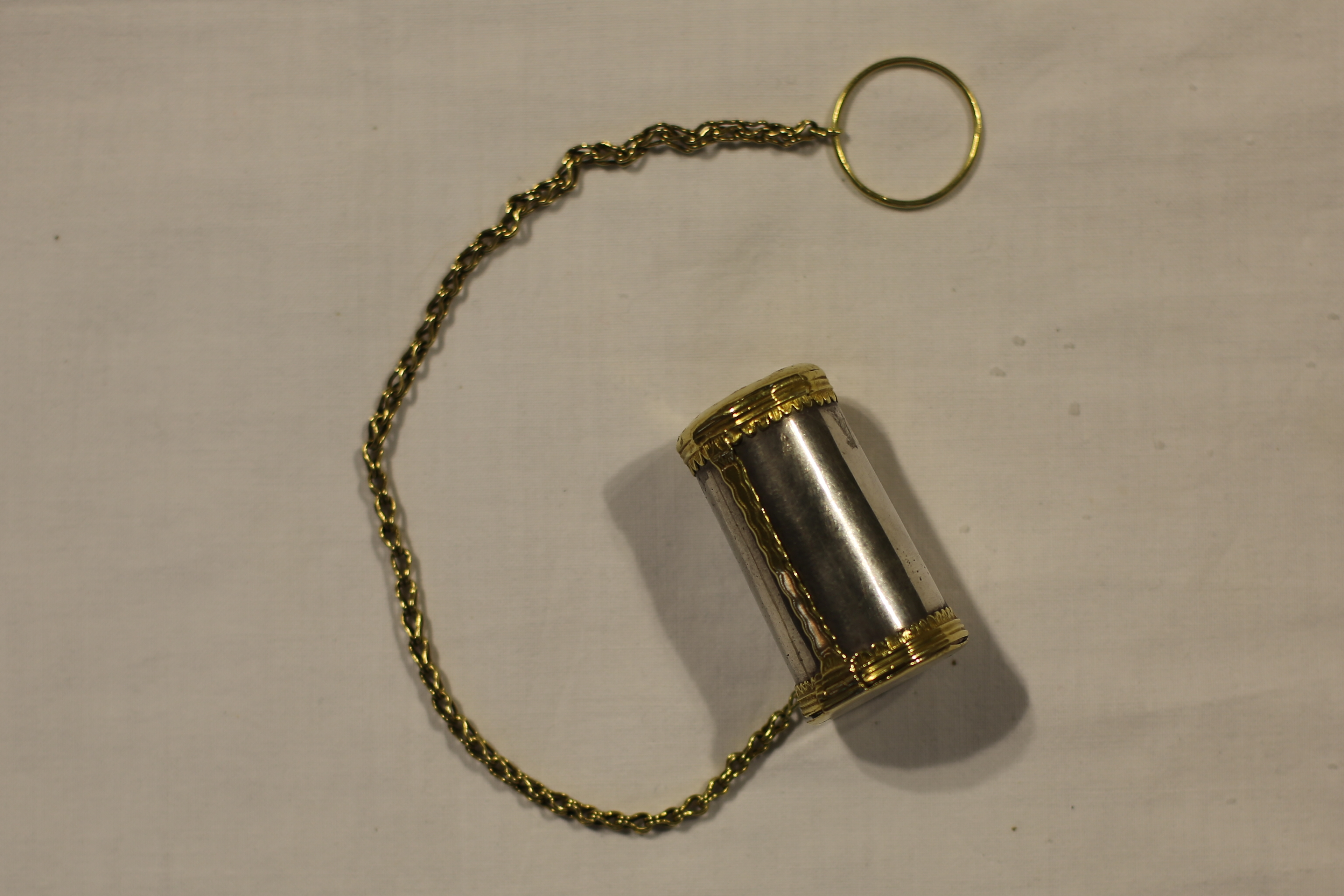
Le reliquaire actuel du doigt de saint Jean-Baptiste, étui en or, argent et émail, serait un don de la duchesse Anne.

Selon la légende racontée par Albert Le Grand dans la Vie des Saints de la Bretagne Armorique, le phalange de saint Jean-Baptiste (index de la main droite avec lequel le saint aurait désigné l'Agneau de Dieu) aurait été une relique réchappée de la crémation du corps de Jean-Baptiste ordonnée en 363 par l'empereur Julien, dit l'Apostat, donnée au patriarche de Jérusalem puis ramenée en Normandie par une jeune vierge, Thècle, à l'époque des Croisades. Vers 1420 ou 1437 selon les traditions locales, un archer originaire de la paroisse de Plougasnou l'aurait volé à Saint-Jean-de-Daye, dans la région de Saint-Lô et ramené dans la commune de Saint-Jean-du-Doigt.
Le duc de Bretagne Jean V aurait fait déposer la relique dans un étui d'or et, la petite chapelle de Traon-Meriadec étant devenue trop petite pour recevoir tous les fidèles attirés par les miracles attribués à la relique qui y venaient en pèlerinage, il fait construire l'église que l'on voit aujourd'hui dont la première pierre est posée le 1er août 1440, mais qui n'est achevée qu'en 1513 (date de sa consécration), sa construction ayant été interrompue à plusieurs reprises.
Elle est classée au titre des monuments historiques par la liste de 1862. La fontaine fait l'objet d'un classement par arrêté du 12 juillet 1886, la porte double donnant accès au cimetière est classée par arrêté du 21 février 1914, la chapelle funéraire dédiée à saint Mélar est classée par arrêté du 27 mars 1914, et le cimetière avec le mur d'enceinte et les escaliers fait l'objet d'un classement par décret du 28 octobre 1933.
La flèche est détruite par la foudre en 1925. Un incendie détruit entièrement l'église la nuit du 5 au 6 novembre 1955, ne laissant que les murs. Le trésor de Saint-Jean-du-Doigt est également préservé. Restaurée pendant onze ans, l'église est rendue au culte en 1966.
En 1965, le peintre Jos Le Corre (1925-1979), réalise pour l'église une bannière représentant le Baptême du Christ et au dos l'Agneau Pascal sur la Bible.

## Architecture
L'église qui fait 16,20 m de hauteur sur 36 m de longueur, a un plan rectangulaire régulier, sans transept et à chevet plat, et une nef à sept travées, séparée des bas-côtés par de grandes arcades en tiers-point moulurées, portant sur de longues piles, soit octogonales, soit composées de quatre colonnettes. Au sud s'appliquent un porche et une chapelle, au nord une sacristie. La tour du clocher est construite dans l'angle sud-ouest, avec dans sa partie inférieure trois étages de galeries à jour couvertes (chacune ornée d'un rang d'arcades trilobées surmonté par un rang de quatre-feuilles) séparés par un pan de mur plein. La galerie inférieure communique avec une galerie analogue, qui se développe en faible encorbellement, telle une haute corniche, sur la muraille même de l'église, jusqu'au porche. L'étage supérieur est percé de deux longues baies géminées sous arcs brisés, amorti par un clocheton en pierre. Deux ossuaires d'attache (l'un du XVe siècle formé de six baies trilobées, l'autre de 1618, avec trois baies en plein cintre) avec un bénitier au centre occupent la base de la tour.
Saint-Jean-du-Doigt est réputé pour son enclos paroissial qui « offre l'exemple le plus complet de ce qu'était autrefois une église paroissiale avec toutes ses annexes : église monumentale entourée de son cimetière, arc de triomphe pour pénétrer dans l'enceinte, fontaine, calvaire, ossuaires et oratoire ».

## Illustrations

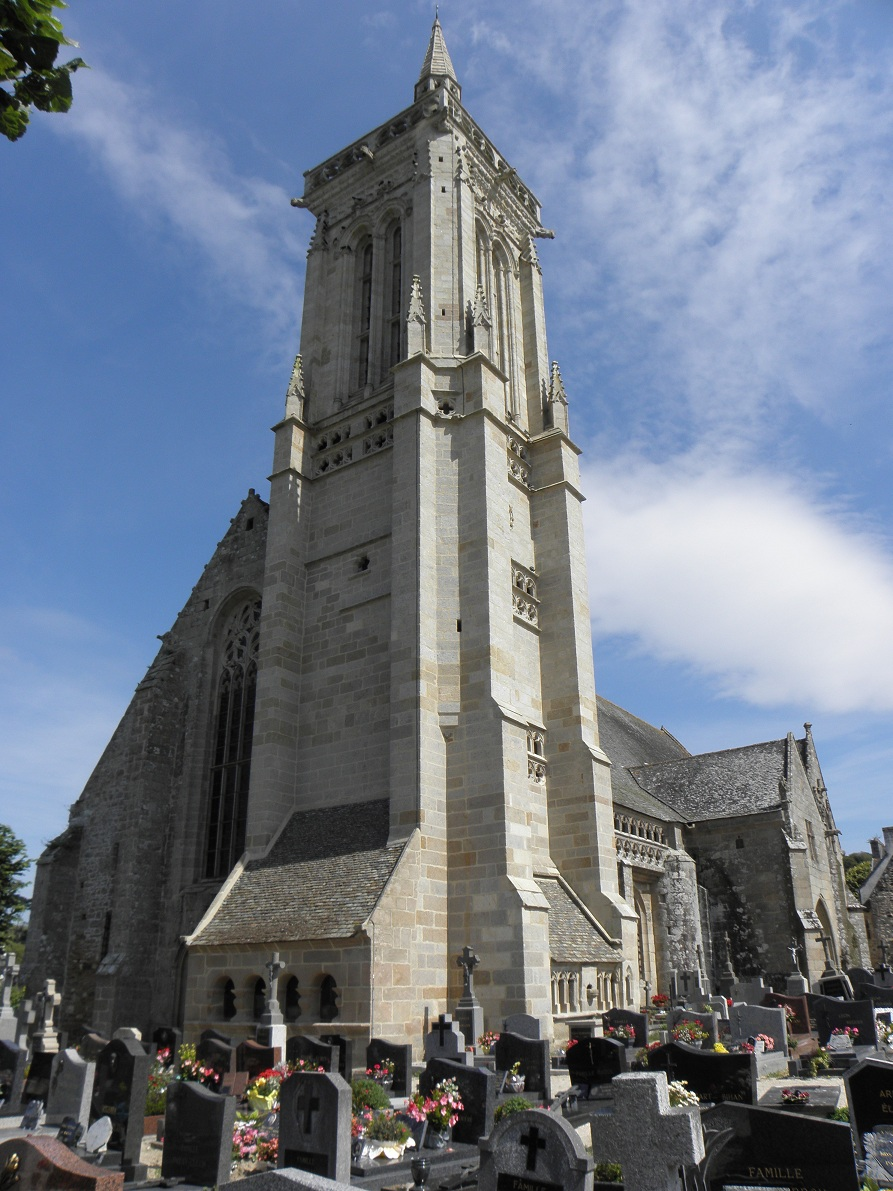
La tour (clocher) et les deux ossuaires d'attache.
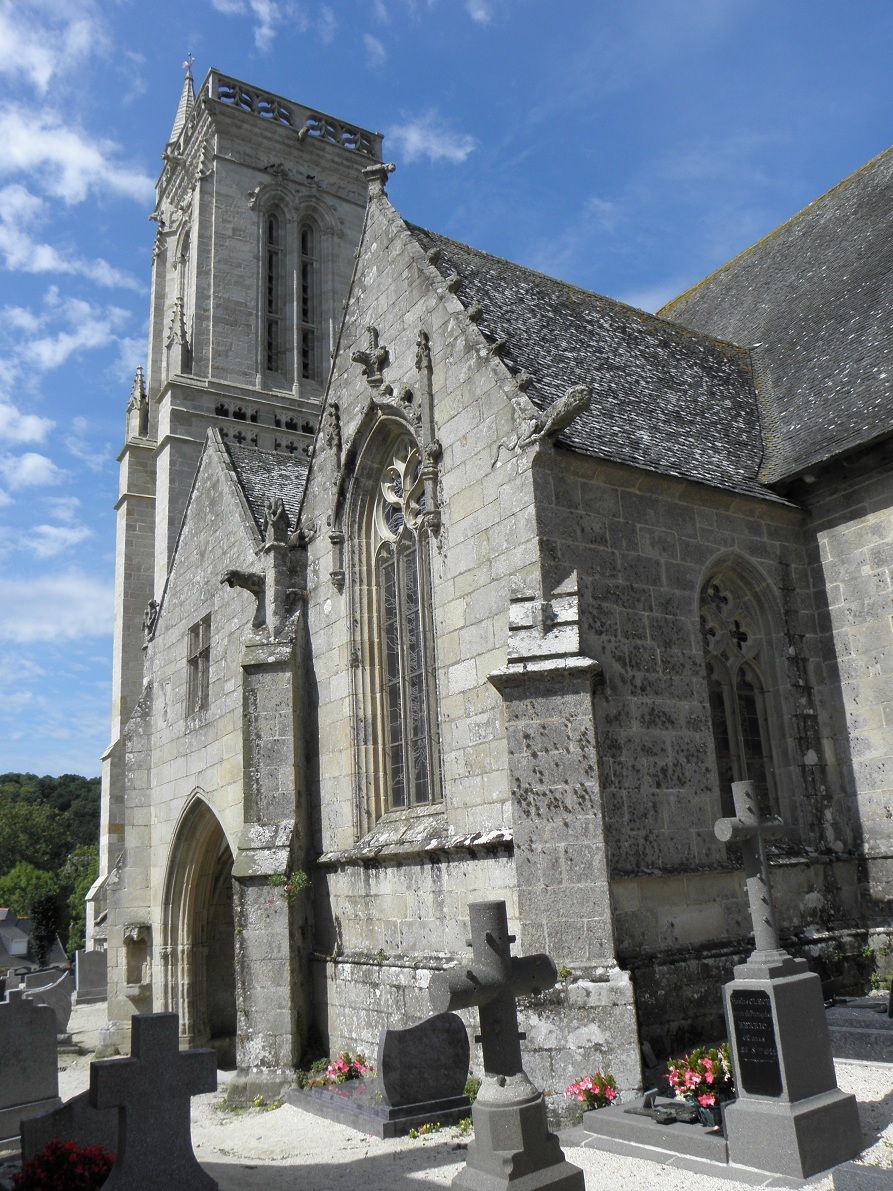
Tour, porche et chapelle méridionale.
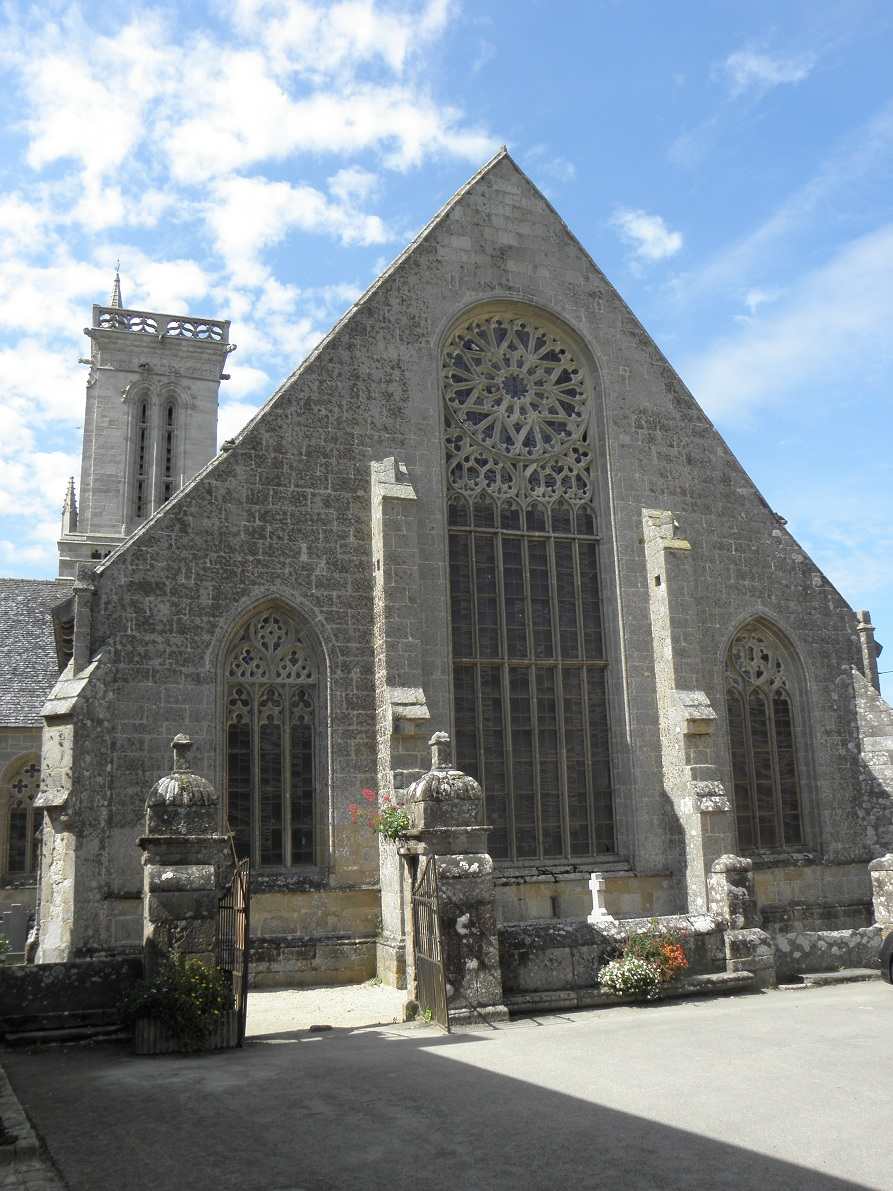
Le chevet.
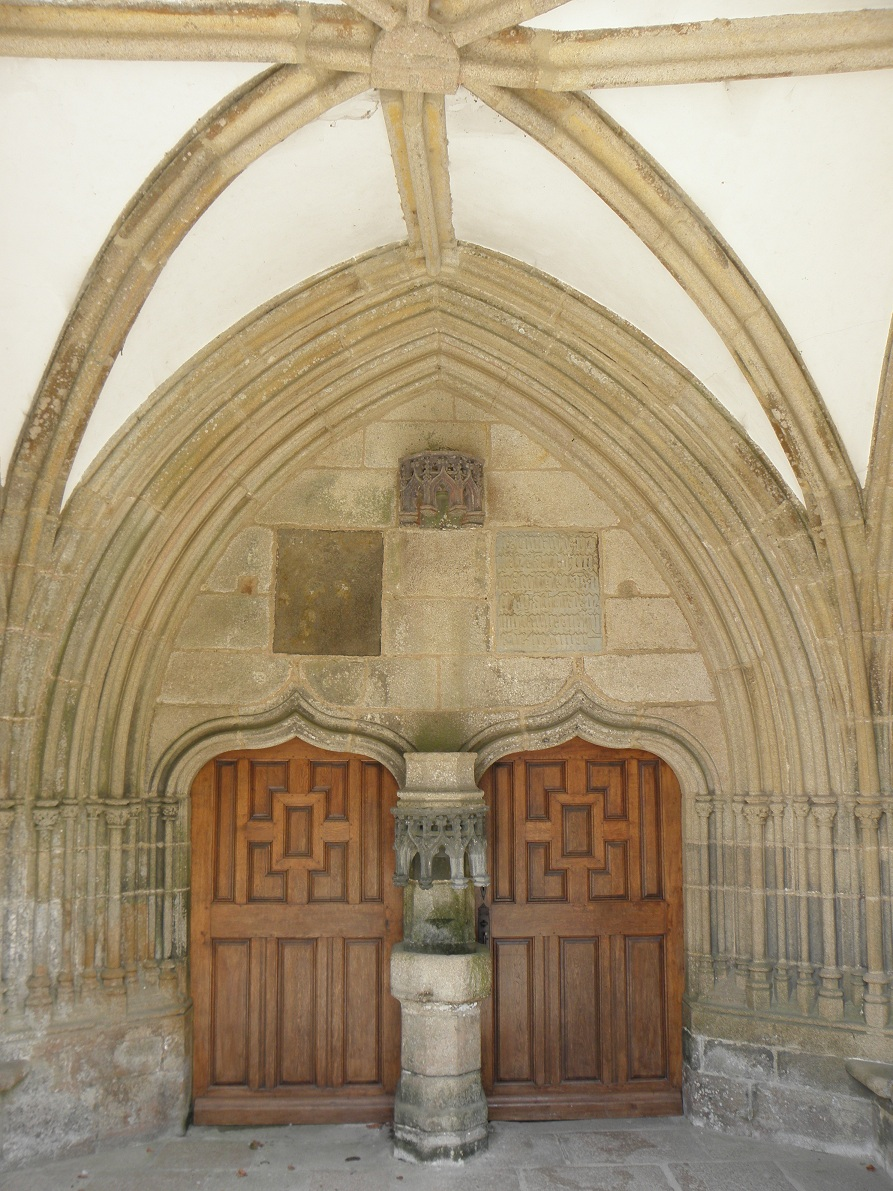
Porche, porte d'entrée de l'église.
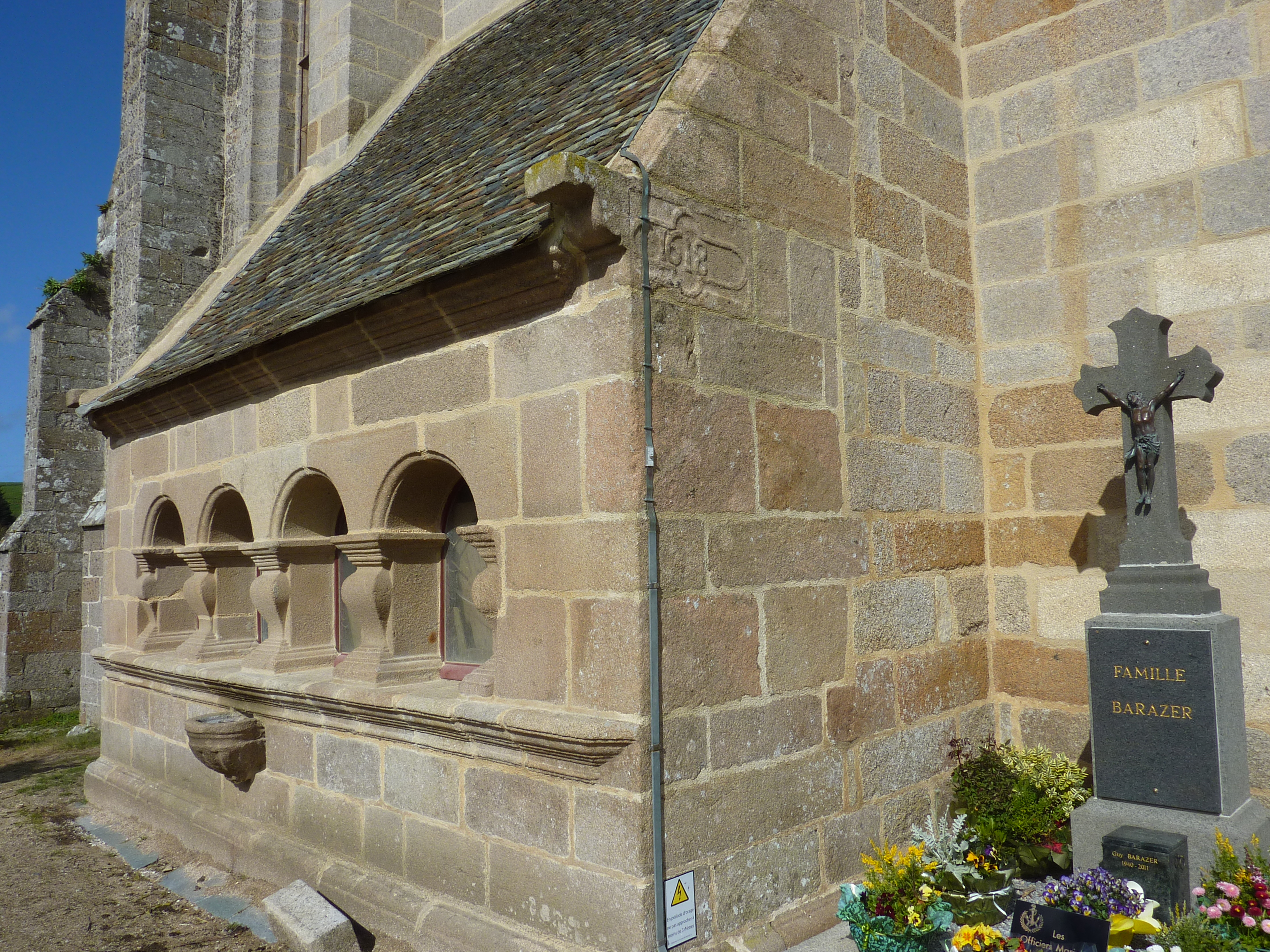
Ossuaire d'attache daté de 1618[5].
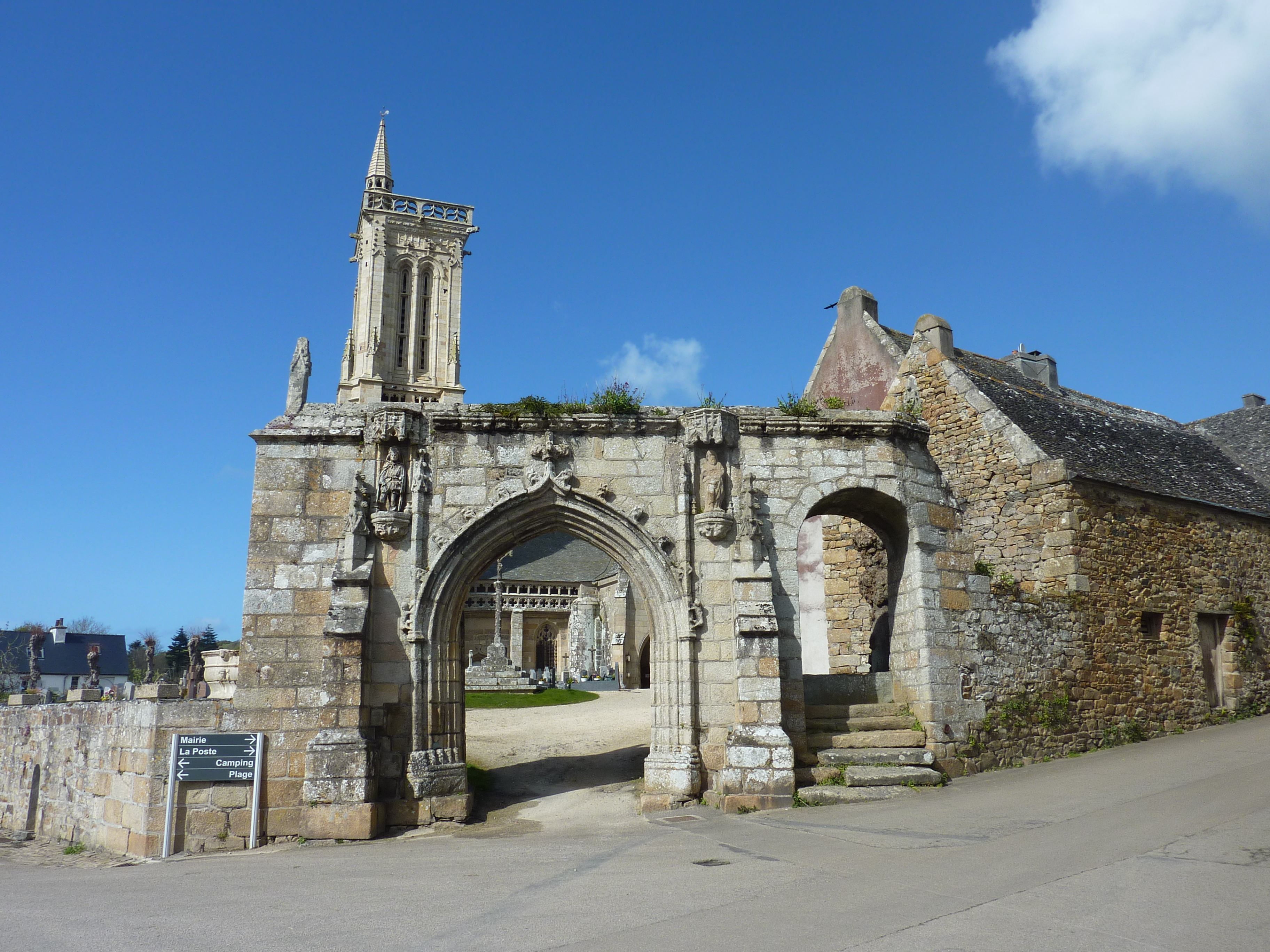
Porte triomphale réaménagée en 1584 par l'architecte Jean Le Taillanter[7].
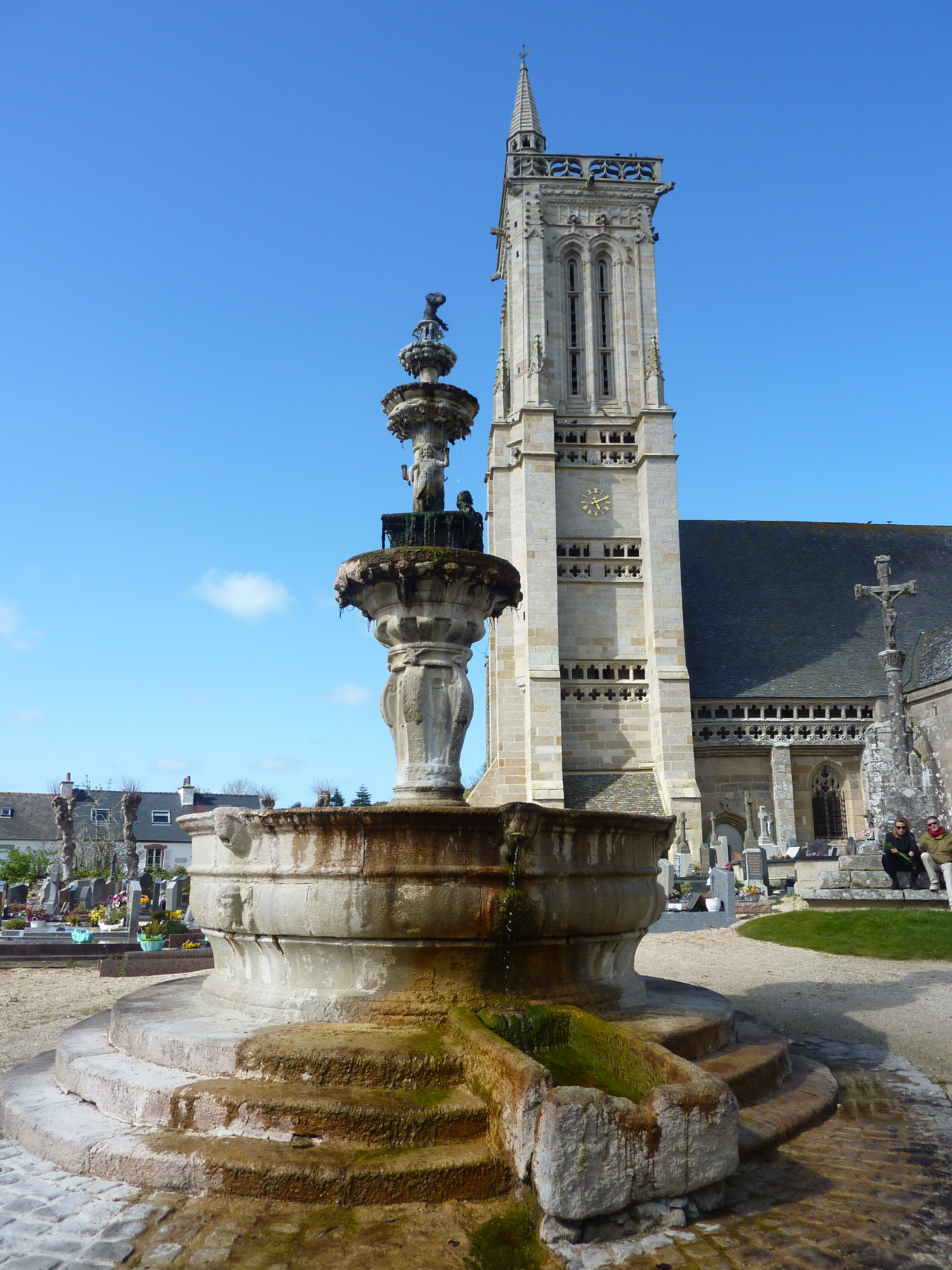
Fontaine refaite en 1690[8].
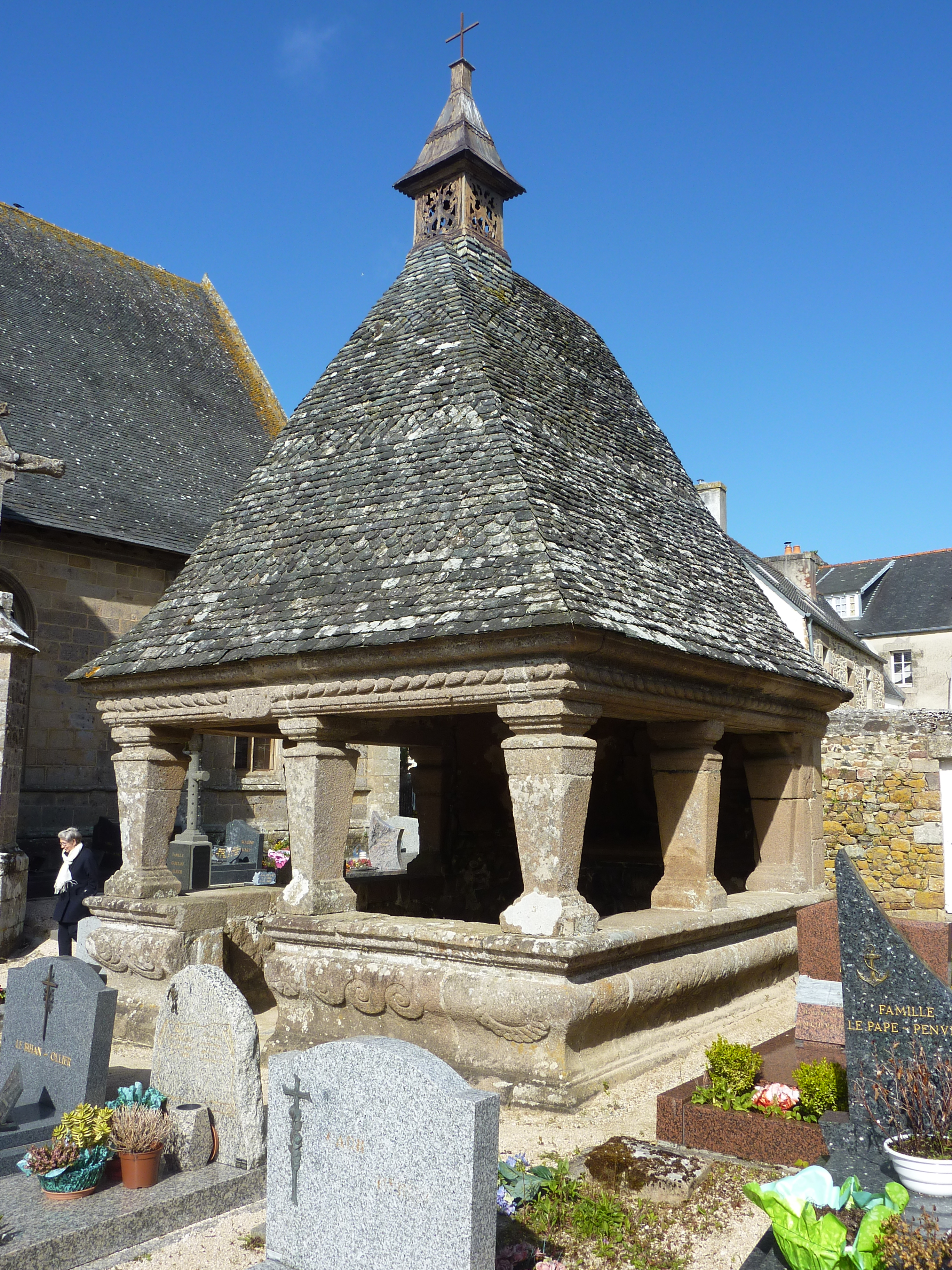
L'oratoire du sacre conçu en 1576 par l'architecte Michel Le Borgne pour servir de reposoir le jour de la Fête-Dieu et des processions funéraires[9].
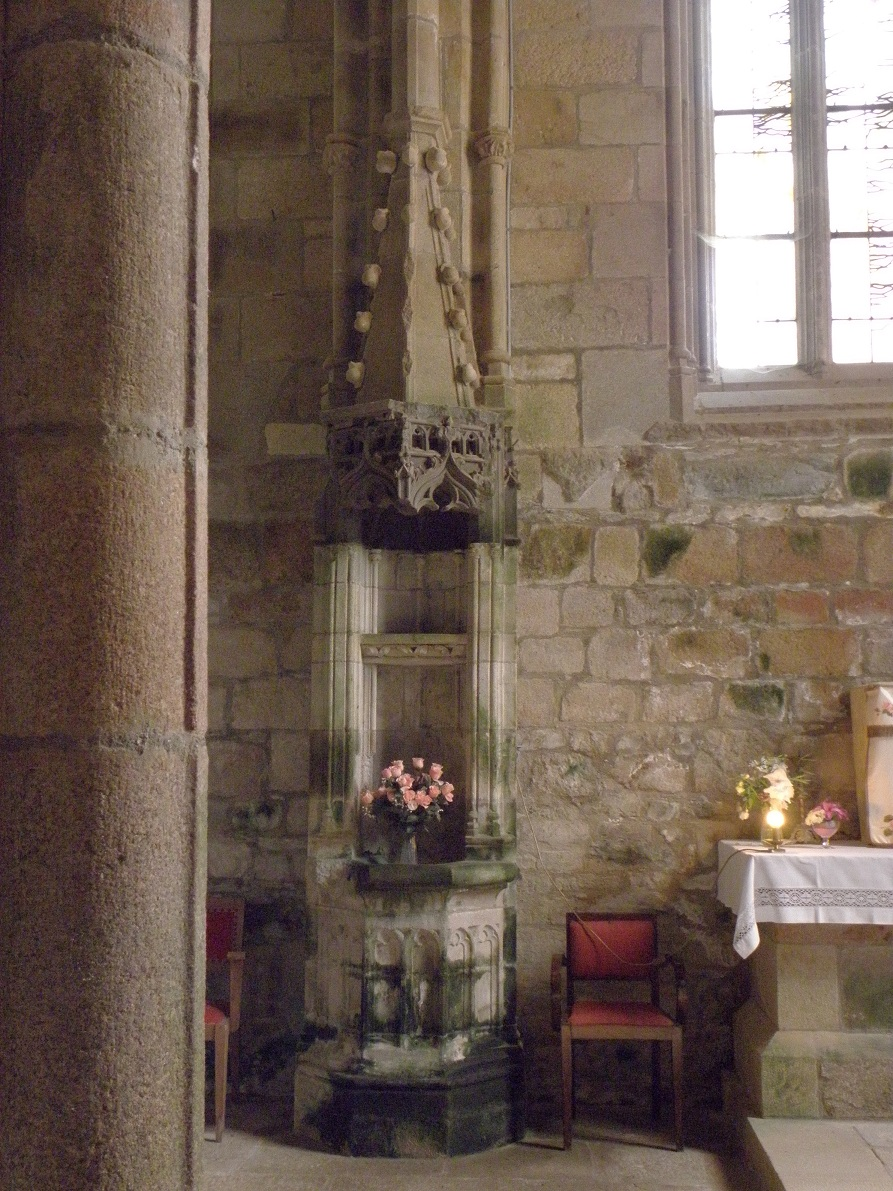
Crédence.
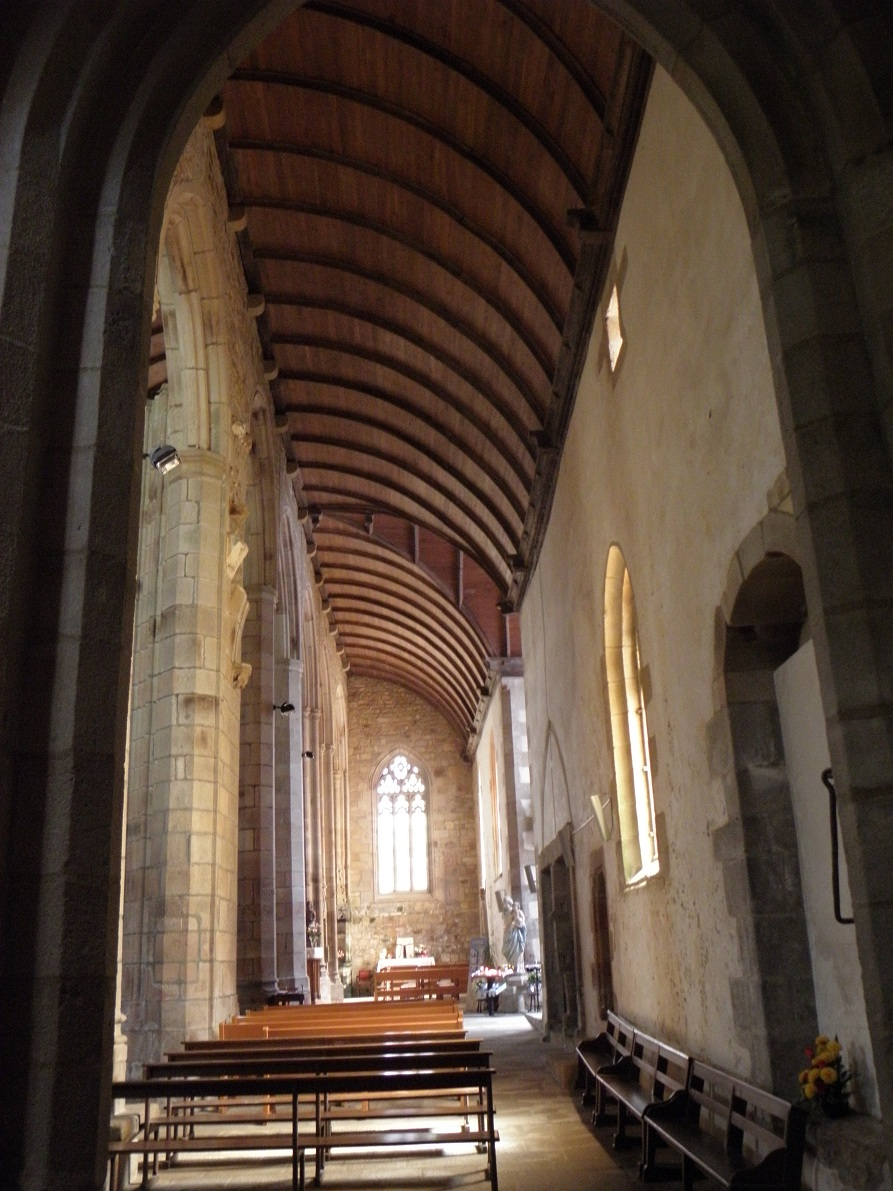
Vue intérieure, collatéral sud.
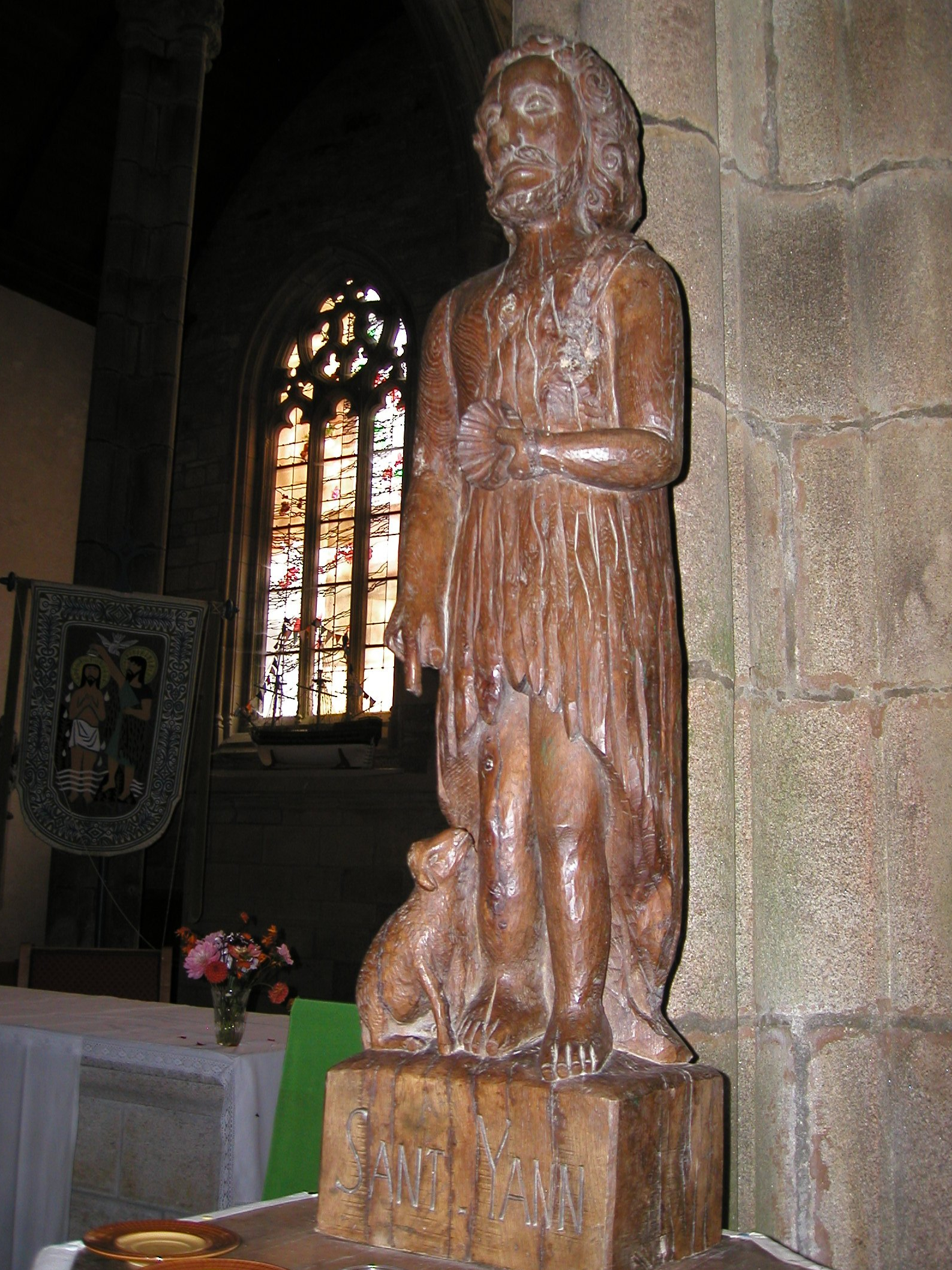
Statue de saint Jean (sant Yann).
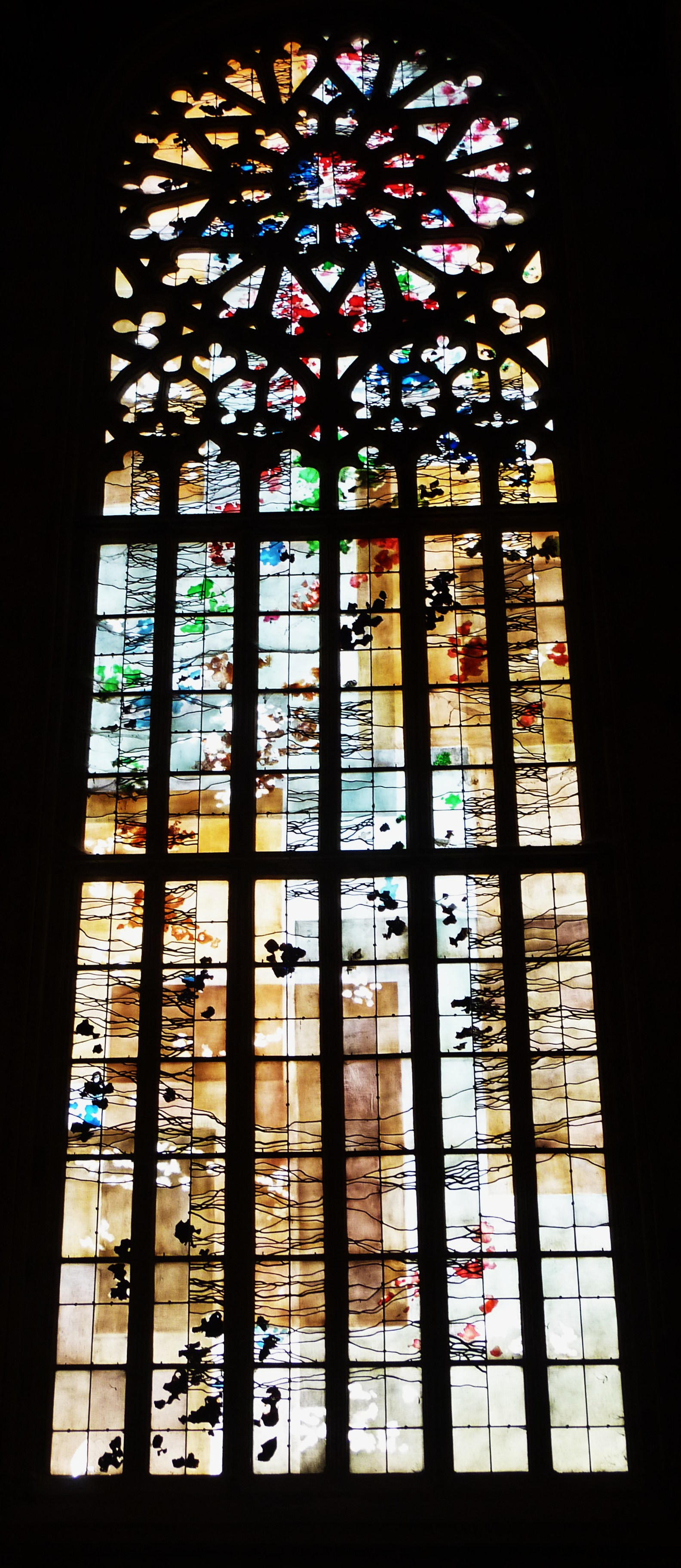
Vitrail (1990) de Louis René Petit situé derrière le maître-autel.
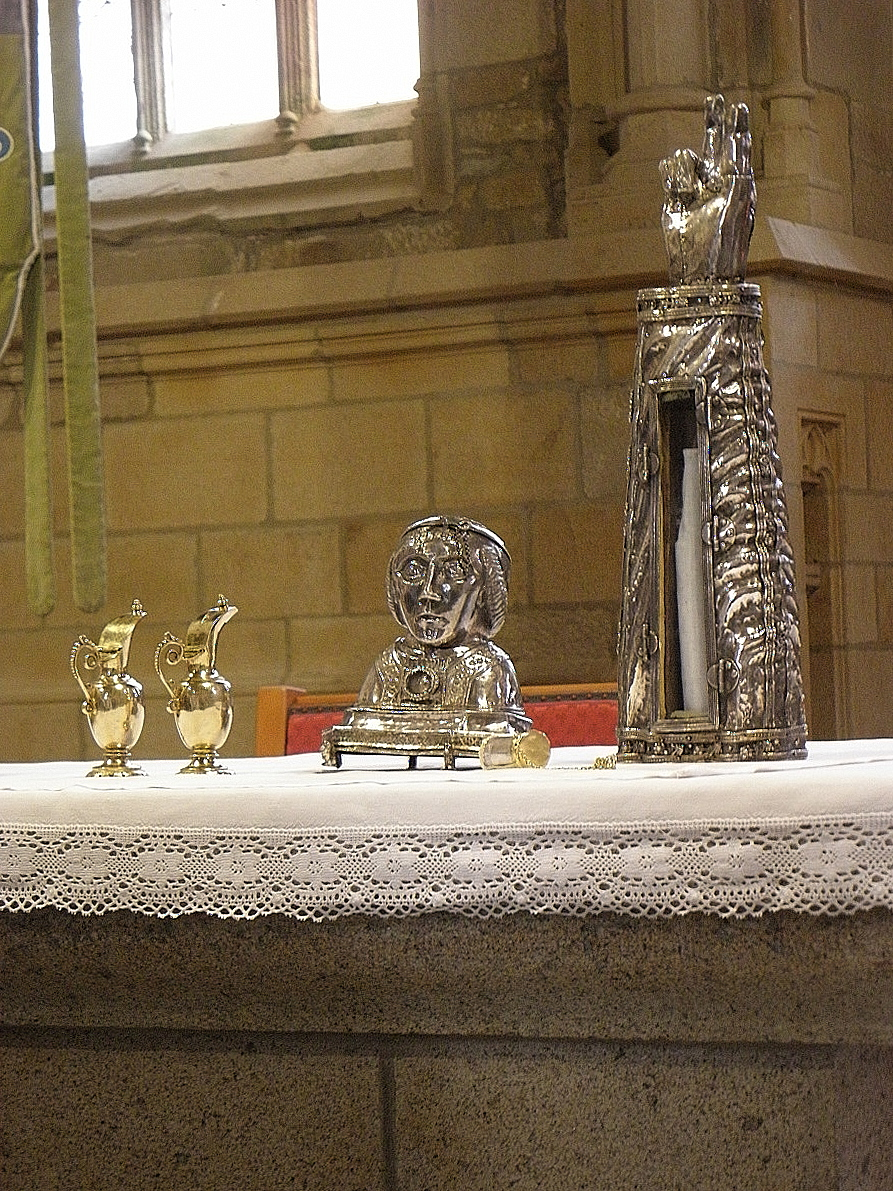
Une partie du trésor de Saint-Jean-du-Doigt dont la relique du Précurseur.